# درخت کارولینا
درخت کارولینا (نام علمی: Terminalia carolinensis) نام یک گونه از سرده ارجون است.